# Општина Кастелу (Констанца)
Кастелу (рум. Castelu) општина је у Румунији у округу Констанца.
Oпштина се налази на надморској висини од 47 m.